# Damias leptosema
Damias leptosema là một loài bướm đêm thuộc phân họ Arctiinae, họ Erebidae.